# ヨニー・ヤンセン
ヨニー・ヤンセン（Johnny Jansen、1975年3月2日 - ）は、オランダ・ヘーレンフェーン出身の元サッカー選手でありサッカー指導者。2019年よりSCヘーレンフェーンの監督を務める。現役時代のポジションはMF。

## クラブ経歴
選手としての成績は目立ったものではなく、SCヘーレンフェーンではトップチーム公式戦1試合に出場しただけである。1998年から2年間在籍したSCフェーンダムでは、リーグ戦26試合に出場し、プロキャリア唯一のゴールも記録している。フェーンダム退団後はオランダ下部リーグのアマチュアクラブでプレーしながらサッカー指導者としての道を歩み始める準備を始め、メッペラーSC在籍時に指導者として働きはじめた。2005年から在籍したオリフィアでは中心選手として活躍し、クラブを5部から3部へと押し上げた。

## 指導者経歴
2000年からSCヘーレンフェーンの指導者として活動し、同クラブ下部組織のカテゴリーのひとつであるA1を率いた際には、オランダ国内のA1チームが参加するカップ戦でAZのA1に敗れはしたものの、チームを準優勝に導いている。2014年よりアシスタントコーチに就任した。
2018-19シーズン、当時ヘーレンフェーンの監督を務めていたヤン・オルデ・リーケリンクが解任され、シーズン残り5試合の公式戦を指揮する暫定監督になった。そこで結果を残したため、翌シーズンから正式にトップチームの監督を務めることが発表された。